# صفت‌های اینانا

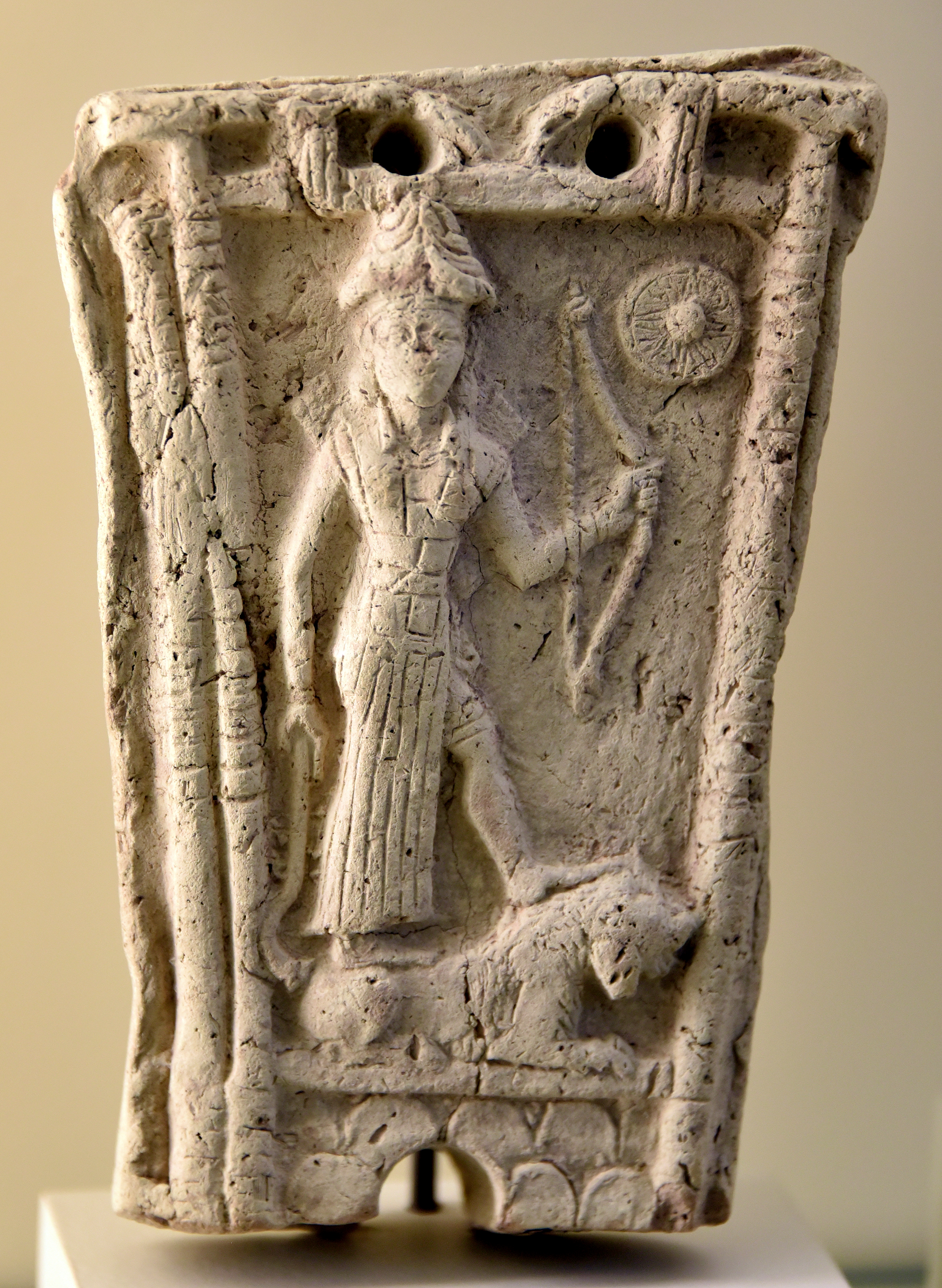
پلاک تراکوتا اینانا/ایشتار مسلح را به تصویر می‌کشد که بر روی شیر ایستاده است. ارتباط او با این حیوانات با صفت لاباتو بیان می‌شد.

صفت‌های اینانا عنوان‌ها و اسامی دوم این الهه بین‌النهرینی و همتای اکدی او را در بر می‌گیرد.

## بررسی
در بین‌النهرین باستان، صفت‌ها یا همراه با نام اصلی خداییان یا به جای آن به کار می‌رفت. رویهٔ دوم در متن‌های دینی رایج بود در حالی که ترکیب استاندارد یک نام با یک صفت (قابل مقایسه با این موارد در دین یونان باستان) نسبتا غیر معمول بود.

## القاب در متن‌های نوزی
یک خدایی که در متن‌های نوزی با لوگوگرام dIŠTAR مشخص شده، با القاب گوناگون توصیف می‌شود. این القاب از نظر زبانی یا هوری هستند و یا «هوری‌شده». گرنوت ویلهلم لوگوگرام را از نظر آوایی به صورت ایشتار ترجمه می‌کند اما به گفته ماری کلود ترمویی، خدایی مورد نظر ممکن است شاوشکا باشد که هم در منابع بین‌النهرین و هم در منابع هوری به عنوان همتای او در نظر گرفته می‌شد. ولکرت هاس از نام Ištar-Ša(w)oška برای اشاره به خدایی یا خداییانی استفاده می‌کند که با این صفت‌ها مشخص شده‌اند.